# La Malle volante

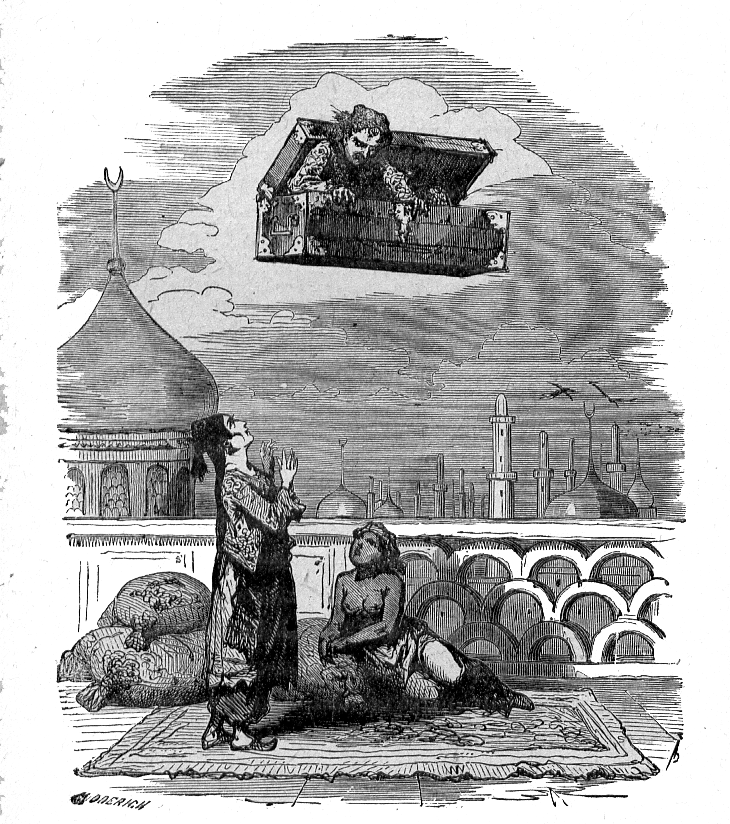
Illustration de Bertall.

La Malle volante (en danois : Den flyvende kuffert), aussi appelé Le Coffre volant , est un conte de Hans Christian Andersen paru en 1839.

## Publications sous ce titre
- 1966 : La Malle volante et autres contes d'Andersen, traduction de Jan Dessau, illustré par Ridolfi, Éditions des Deux coqs d'or, coll. L'Étoile d'or, no 37, 14 contes, 244 p.